# 窄长美丽猛水蚤
窄长美丽猛水蚤（学名：Nitocra arctolongus）为阿玛猛水蚤科美丽猛水蚤属的动物，是中国的特有物种。分布于海南等地，主要生活于咸淡水中。